# Shot-for-shot
Shot-for-shot (lett. "scena per scena") è un termine usato per descrivere l'arte visiva di realizzare un rifacimento cinematografico completamente, o in parte, identico all'originale, ma con interpreti differenti.
Questo termine è entrato in uso nell'industria cinematografica, da quando iniziarono ad essere prodotti film adattati da fumetti e graphic novel. Nell'industria cinematografica, molte sceneggiature vengono trasferite su storyboard per una migliore rappresentazione visiva della storia; molti registi, tra cui Robert Rodriguez, saltano questo processo usando le tavole dei fumetti come storyboard.

## Esempi

### Da fumetto/graphic novel a film
- Sin City e il suo adattamento cinematografico - molte scene sono state girate shot-for-shot.
- Per 300, il regista Zack Snyder fotocopiò parti del graphic novel, che usò per realizzare diverse scene.

### Da film a film
Di vari film sono stati realizzati dei remake completamente, o in parte, identici, fotogramma per fotogramma.
- Il film turco del 1974 Seytan è identico al più celebre L'esorcista, dell'anno precedente.
- Del film Nikita di Luc Besson fu realizzato un remake nel 1993, intitolato Nome in codice: Nina. Eccetto la lingua, la pellicola ha subito pochi cambiamenti; molte scene dei due film sono praticamente identiche, specialmente le scene d'azione.
- Il film Piraña del 1978 di Joe Dante ha avuto un remake nel 1995 intitolato Piranha - La morte viene dall'acqua di Scott P. Levy ed è stato il primo remake shot-for-shot della storia dato che gli attacchi dei pesci e i nomi dei protagonisti sono uguali a quelli del '78.
- Il film Psyco del 1960 di Alfred Hitchcock, ha avuto un remake shot-for-shot a colori: Psycho del 1998 di Gus Van Sant.
- Il film spagnolo Apri gli occhi del 1997 ha avuto come rifacimento shot-for-shot il film americano Vanilla Sky nel 2001.
- Il regista Michael Haneke ha realizzato un rifacimento shot-for-shot del suo film del 1997 Funny Games. Il rifacimento statunitense del 2008, a differenza del primo, che era in lingua tedesca, è stato realizzato con inquadrature identiche, ma in lingua inglese e con attori differenti.
- Il film italiano del 2010 Benvenuti al Sud, diretto da Luca Miniero, è un rifacimento del film francese del 2008 Giù al Nord, diretto ed interpretato da Dany Boon. Le trame dei film e molte scene sono identiche fra loro.
- Dal film spagnolo del 2007 Rec, diretto da Jaume Balagueró e Paco Plaza, è stato realizzato un remake statunitense nel 2008, intitolato Quarantena.
- Il film in CGI Il re leone del 2019 ha molte scene ricreate shot for shot dal classico Disney originale (come l'intera scena de Il Cerchio della vita, la scena del discorso di Mufasa a Simba, la scena di Scar con il topo e Zazu...)

### Omaggi
Molti registi hanno reso omaggio a diversi film, realizzando scene praticamente identiche in segno di tributo.
- La celebre sequenza della scalinata di Odessa ne La corazzata Potëmkin, è stata emulata in vari film, tra cui The Untouchables - Gli intoccabili.
- Nel film di François Truffaut I 400 colpi, vi è una scena identica a quella del film del 1933 di Jean Vigo Zero in condotta.
- Il film di Bernardo Bertolucci The Dreamers contiene numerosi omaggi e ricostruzioni di scene di film, come Bande à part, Venere bionda, Freaks, Scarface - Lo sfregiato, Fino all'ultimo respiro, Viale del tramonto, Mouchette - Tutta la vita in una notte e molti altri.
- Il film Disney Come d'incanto contiene numerose citazioni e omaggi a film d'animazione, con scene shot for shot realizzate in live action.

### Parodie
- Molti episodi de I Simpson sono parodie di altri lavori: per esempio nel 12º episodio della XIV stagione, Lisa viene a parole, vi è una scena presa da Requiem for a Dream.
- Un film d'animazione della serie I Griffin, Blue Harvest, è una parodia di Guerre stellari ed è quasi interamente realizzato shot-for-shot.